# Sergei Wladimirowitsch Nikitenko
Sergei Wladimirowitsch Nikitenko (russisch Сергей Владимирович Никитенко; * 12. März 1956) ist ein ehemaliger sowjetischer Radrennfahrer und Weltmeister im Radsport.

## Sportliche Laufbahn
Nikitenko gewann 1982 die Goldmedaille in der Mannschaftsverfolgung bei den UCI-Bahn-Weltmeisterschaften gemeinsam mit Waleri Mowtschan, Konstantin Chrabzow und Alexander Krasnow. Auch den nationalen Titel in der Mannschaftsverfolgung holte er in jener Saison.
Im Straßenradsport war Nikitenko ebenfalls erfolgreich. 1978 wurde er Zweiter der Jugoslawien-Rundfahrt und gewann drei Etappen. 1979 gewann er Etappen in der Kuba-Rundfahrt (zwei) und im Giro delle Regioni, 1980 im Milk Race, 1982 in der Niedersachsen-Rundfahrt (vierfach) und 1983 in der Tour du Loir-et-Cher. Die nationale Meisterschaft im Kriterium gewann er 1979. 1979 bestritt er die Internationale Friedensfahrt und wurde 32. der Gesamtwertung.